# قراجه‌بی
کاراجابی (به ترکی استانبولی: Karacabey) شهری است در کشور ترکیه که در استان بورسا واقع شده‌است. جمعیت این شهر بر اساس سرشماری سال ۲۰۰۸ میلادی ۵۱٬۶۴۲ نفر و بر اساس برآوردهای سال ۲۰۰۹ میلادی ۵۱٬۲۶۸ نفر می‌باشد.